# アレルギー・マーチ
アレルギー・マーチ（英: allergic march）とは、アレルギー反応が年齢と共に変化していく現象のことである。幼児期の食物アレルギー、その後のアトピー性皮膚炎、空気中のアレルゲンに対する気管支喘息である。
その関係は明確にはなっておらず、疫学研究によってその繋がりを見出すことが試みられている。
アトピー性皮膚炎の罹患者における食品への過敏性は、小児で多く、アレルギー疾患やアレルギー・マーチの予測因子となりうるとされた。アトピー性皮膚炎の罹患者224人平均年齢26.4歳にて、91人は気管支喘息であり、166人はアレルギー性鼻炎、138人は過去1年間持続的に皮膚症状を呈しており、65人（29％）が一般的な食物アレルギー（小麦粉、牛乳、卵、ピーナッツ、大豆）であった。
生後数か月の完全母乳哺育、あるいは加水分解乳の使用、プロバイオティクスの使用、アレルゲン免疫療法による介入方法が考えられている。メタアナリシスにてアレルゲン免疫療法は、最初のアレルギー疾患を発症するリスクを低下させなかった。メタアナリシスにて、妊娠中の母親および出生後の子供へのプロバイオティクスの投与はアトピー感受性のリスクを低下させたが、喘息のリスクは低下させないようであった。
アトピー性の両親の子が1歳になるまでの間の鶏卵または牛乳に対する皮膚感受性は、成人期での喘息の予測因子であった。
メタアナリシスにて、腸内への寄生虫感染は、アレルゲン皮膚感作性のリスクの低下と関連している。帝王切開は牛乳アレルギーの危険因子だが、アレルギーマーチとは関連しない。